# Pierre Hétu
Pour les articles homonymes, voir Hétu.
Pierre Hétu, né le 22 avril 1936 à Montréal et mort dans la même ville, le 3 décembre 1998, est un pianiste et chef d'orchestre québécois. 

## Biographie

### Formation
Après ses études de musique au Conservatoire de musique de Québec à Montréal, Pierre Hétu étudia la musique à Paris avec Marcel Ciampi (piano) et Édouard Lindenberg (chef d'orchestre). En 1961, il suivit l'éducation musicale de Sergiu Celibidache. Il remporta le Concours International des Jeunes Chefs d'Orchestre à Besançon. Il étudia ensuite avec les maîtres Charles Münch, Jean Martinon et Hans Swarowsky.

### Carrière
Pierre Hétu commence sa carrière de chef d'orchestre, en 1963, à la tête de l'orchestre symphonique de Montréal. Il est alors chef d'orchestre assistant de Zubin Mehta entre 1963 et 1968. Il devint directeur musical de l'orchestre symphonique de Kalamazoo (en) du Michigan (1968–1972), chef d'orchestre associé à l'Orchestre symphonique de Détroit (1970–1973), directeur artistique (1973–1979) et principal chef d'orchestre invité (1979–1980) de l'orchestre symphonique d'Edmonton (en). 
En 1976, il dirigea le concert viennois au Centre national des Arts (CNA) à Ottawa, avec Colette Boky comme soprano, Bruno Laplante comme baryton et l'Orchestre du Centre national des arts.
En 1977, sa direction de Salomé, un opéra de Richard Strauss avec l'Orchestre symphonique d'Edmonton lui vaut le prix du Conseil canadien de la musique.  
De 1991 à 1994, il enseigna la fonction de chef d'orchestre à l'université de Toronto où il dirigea également l'orchestre symphonique de Toronto.
En octobre 1998, affaibli par un cancer et deux mois seulement avant sa mort, il dirigea Samson et Dalila de  Camille Saint-Saëns à La Nouvelle-Orléans en Louisiane.